# Mitospore
Mitosporen zijn sporen die gevormd worden door mitose (gewone celdeling), dit in tegenstelling tot de meiosporen, die gevormd worden door meiose (reductiedeling). Mitosporen dienen voor de ongeslachtelijke voortplanting. Sommige organismen hebben wel ongeslachtelijke maar geen geslachtelijke voortplanting.
Voorbeelden van mitosporen zijn de conidia of acrosporen van schimmels, meestal ascomyceten, zygomyceten of fungi imperfecti.
Ook in de levenscyclus van roodwieren worden door de carposporofyt (mitosporofyt) de carposporen gevormd, die mitosporen zijn.